# Мотопсихи
«Мотопсихи», иногда «Безумные мотоциклисты», (англ. Motor Psycho) — черно-белый боевик категории «Б» в жанре эксплуатейшн 1965 года режиссёра Расса Мейера, рассказывающий о банде жестоких байкеров и о мщении им невинными жертвами.
Лента была снята режиссёром прямо перед созданием его культового фильма «Мочи, мочи их, киска!» о банде женщин-убийц на дороге, и является как бы его «маскулинной» антитезой.
Не следует путать этот фильм с фильмом 1992 года, вышедшим под таким же названием «Motor Psycho». Также в честь этого фильма выбрал своё название рок-коллектив Motorpsycho.

## Тэглайнфильма
Cyclemaniacs assaulting and killing for thrills! Bike riding Hoodlums Flat-Out on their Murder cycles.

## Сюжет
Три мотоциклиста несутся по пустынным дорогам Дальнего Запада, избивая и насилуя встречных. Это ветеран вьетнамской войны Брамин (Стивен Оливер) на 1964 Honda CT 200, Данте (Джозеф Челлини) на 1965 Honda Trail 90 и Слик (Тимоти Скотт) на 1963 Honda C 105 H.
Вначале они натыкаются на парочку на 1965 Toyota Corona, отдыхающую на берегу реки: избивают мужа и насилуют жену в восхитительном полосатом бикини. Потом они насилуют жену ветеринара Кори Мэддокс (Алекс Рокко). Встретив на дороге пожилого мужчину и его молодую красотку-жену, бывшую шлюху из Нового Орлеана Руби Боннер (её играет Хаджи, одна из любимых актрис режиссёра, которая сыграет сумасшедшую убийцу в его следующем фильме «Мочи, мочи их, киска!»). Они убивают старика и стреляют в девушку, оставляя её лежать в пустыне, приняв за мертвую. Бандиты бросают свои мотоциклы и пересаживаются на угнанный автомобиль 1964 Toyota Land Cruiser.
Ветеринар отправляется на поиски банды, чтобы отомстить или хотя бы сдать их полиции. По дороге он находит Руби. Они пускаются вместе в погоню за бандитами. Когда змея кусает ветеринара, он заставляет девушку высосать яд из раны (одна из самых запоминающихся сцен в фильме, которую режиссёр процитирует лет десять спустя в своей же ленте «Супермегеры»). А в это время Брамин убивает Слика за попытку ренегатства, когда в их машине заканчивается топливо. Позже в горах у Брамина начинается приступ безумия — он снова думает, что он во Вьетнаме, и Данте сбегает от него. Тем временем укушенный змеей ветеринар мечется в лихорадке в пустыне, а Руби пытается ему помочь. Данте натыкается на Руби, пытается её изнасиловать и оказывается ею заколотым.
Потом Руби и ветеринар все-таки находят окончательно спятившего Брамина. Он засел в каньоне и думает, что воюет во Вьетнаме. Раненная выстрелом Руби и Кори вступают с ним в финальную схватку, убив его с помощью динамита.

## В ролях
(в титрах указаны просто как «Женщины» и «Мужчины»):
- Хаджи — Руби Боннер[5]
- Коулмен Фрэнсис — Гарри Боннер
- Алекс Рокко — ветеринар Кори Мэддокс
- Стив Оливер — Брамин
- Джозеф Челлини — Данте
- Тимоти Скотт — Слик